# Пеньки (Нижегородская область)
Пеньки — опустевшая деревня в Тонкинском районе Нижегородской области. Входит в сельское поселение Пакалевский сельсовет.

## География
Находится на расстоянии примерно 23 километра по прямой на запад-юго-запад от районного центра поселка Тонкино.

## История
Известна с 1870 года, когда в ней было учтено дворов 16 и жителей 114, в 1916 году 56 и 265 соответственно. Был развит лесной и извозный промысел, нищенство. В годы коллективизации был основан колхоз «Путь к социализму».

## Население
Постоянное население  составляло 3 человека (русские 100%) в 2002 году, 0 в 2010 .